# José Laso
José Laso, né le 10 septembre 1938, à Madrid, en Espagne, est un ancien joueur, entraîneur et dirigeant espagnol de basket-ball. Il évolue durant sa carrière au poste de meneur. Il est le père de Pablo Laso.

## Palmarès
- Champion d'Espagne 1960, 1961
- Coupe du Roi 1960, 1961
- Finaliste des Jeux méditerranéens de 1959